# Pelecyora insularum
Pelecyora insularum is een tweekleppigensoort uit de familie van de Veneridae. De wetenschappelijke naam van de soort is voor het eerst geldig gepubliceerd in 1967 door Fischer-Piette & Delmas.